# William F. Jasper
William F. Jasper es un escritor de Estados Unidos de teorías de conspiraciones que denuncian al Nuevo Orden Mundial y las Naciones Unidas. Es un miembro de la John Birch Society desde 1976.

## Obras
- Ronald Reagan: Should this man be so popular?, 1986.
- Global Tyranny...Step by Step: The United Nations and the Emerging New World Order, 1992. Texto en línea en inglés
- The United Nations Exposed , 2001.